# DDV Mediengruppe
Die DDV Mediengruppe (ehemals Dresdner Druck- und Verlagshaus) ist ein deutsches Medien- und Dienstleistungsunternehmen.

## Beschreibung
Sie bietet sowohl Nachrichtenmedien im Print- und Online Bereich als auch regionale Servicedienstleistungen an. Zu den bekanntesten Produkten gehören die Sächsische Zeitung, Sächsische.de, die Morgenpost (Sachsen) sowie das Online-News-Portal TAG24. Unternehmenssitz ist das Haus der Presse in der Ostra-Allee.
Seit 2015 präsentiert sich das Unternehmen mit einem mehrfarbigen, fünfarmigen Stern als Logo, der die fünf Kompetenzbereiche der DDV Mediengruppe repräsentiert.

## Gesellschafterstruktur
Die DDV Mediengruppe GmbH & Co. KG, vertreten durch Carsten Dietmann (verantw.) und Udo Stalleicken, war eine 60-prozentige Tochtergesellschaft von Bertelsmann, sowie mit 40 Prozent der Deutschen Druck- und Verlagsgesellschaft mbH zugehörig.
Am 6. August 2021 gab RTL Deutschland den Kauf von Gruner + Jahr für 230 Millionen Euro (Kaufpreis ohne Schulden) bekannt. Die Unternehmensbeteiligungen von Gruner+Jahr am Spiegel-Verlag, an der DDV Mediengruppe, an Territory sowie der AppLike Group, wanderten hingegen unter das Dach von Bertelsmann.
Im Januar 2024 vereinbarte die Mediengruppe Madsack die Übernahme sämtlicher Anteile an der DDV Mediengruppe, vorbehaltlich der Zustimmung des Bundeskartellamts. Nach Freigabe erfolgte die Übernahme zum 1. Mai 2024. Da die Deutsche Druck- und Verlagsgesellschaft (DDVG) einen Anteil von rund 23 % an Madsack hält, ist sie mittelbar nach wie vor an der DDV Mediengruppe beteiligt.

## Geschichte
1990 wurden die volkseigenen Betriebe VEB Verlag Sächsische Zeitung und VEB Grafischer Großbetrieb Völkerfreundschaft umgewandelt in das Dresdner Druck- und Verlagshaus GmbH. Im September 1991 wurde die Dresdner Druck- und Verlagshaus GmbH & Co. KG gegründet. Die Firma Dresdner Druck- und Verlagshaus GmbH wurde gleichzeitig umfirmiert in Verwaltungsgesellschaft Dresdner Druck- und Verlagshaus mbH und die Komplementärin der Dresdner Druck- und Verlagshaus GmbH & Co. KG, der heutigen DDV Mediengruppe GmbH & Co. KG. In den darauffolgenden Jahren hat sich die DDV Mediengruppe verschiedene weitere Geschäftsfelder erschlossen. Mit weit über 1.000 Mitarbeitern zählt das Unternehmen zu den bedeutendsten Arbeitgebern in der Region Sachsen.

## Geschäftsfelder
Seit 2015 firmiert das Unternehmen unter der Dachmarke DDV Mediengruppe GmbH & Co. KG mit den folgenden fünf Kompetenzbereichen:
- Medien
- Kommunikation und Vermarktung
- Logistik
- Touristik und Freizeit
- Verlagsdienstleistungen

Zur DDV Mediengruppe zählen unter anderem:
- Sächsische Zeitung
- Sächsische.de
- Morgenpost Sachsen
- TAG24
- Media Logistik, u. a. mit dem Postunternehmen PostModern
- ORTEC Messe und Kongress (Joint-Venture mit der Zwerenz Gruppe)
- Panometer Dresden
- sz-ticketservice
- DAWO! – Dresden am Wochenende
- Stiftung Lichtblick